# Ірина Бремон
Ірина Бремон (нар. 5 жовтня 1984) — колишня білоруська і французька тенісистка.
Найвищу одиночну позицію світового рейтингу — 93 місце досягла 20 лютого 2012, парну — 162 місце — 25 червня 2007 року.
Здобула 15 одиночних та 11 парних титулів.
Найвищим досягненням на турнірах Великого шолома було 2 коло в одиночному розряді.

## Фінали ITF
| турніри $100,000 |
| турніри $75,000  |
| турніри $50,000  |
| турніри $25,000  |
| турніри $10,000  |

### Одиночний розряд: 21 (15–6)
| Результат | Ранг | Дата              | Турнір                            | Покриття   | Суперниця                 | Рахунок             |
| --------- | ---- | ----------------- | --------------------------------- | ---------- | ------------------------- | ------------------- |
| Поразка   | 1.   | 30 травня 2004    | ITF Стамбул, Туреччина            | Тверде     | Тінатін Кавлашвілі        | 6–2, 1–6, 6–3       |
| Поразка   | 2.   | 10 липня 2006     | ITF Ле-Туке, Франція              | Ґрунт      | Лаура Торп                | 6–2, 3–6, 6–3       |
| Перемога  | 1.   | 2 жовтня 2006     | ITF Нант, Франція                 | Тверде     | Кароліне Мас              | 1–6, 7–5, 6–1       |
| Перемога  | 2.   | 12 листопада 2007 | ITF Сандерленд, UK                | Тверде     | Крістіна Вілер            | 6–1, 6–0            |
| Перемога  | 3.   | 19 листопада 2007 | ITF Рамат-га-Шарон, Ізраїль       | Тверде     | Мика Урбанчич             | 6–2, 6–0            |
| Перемога  | 4.   | 22 червня 2009    | ITF Роттердам, Нідерланди         | Тверде     | Даніелле Гармсен          | 6–4, 6–2            |
| Перемога  | 5.   | 27 липня 2009     | ITF Рабат, Марокко                | Ґрунт      | Надя Лаламі               | 4–6, 6–3, 6–1       |
| Поразка   | 3.   | 10 серпня 2009    | ITF Коксейде, Бельгія             | Ґрунт      | Юлія Вакуленко            | 7–5, 6–1            |
| Перемога  | 6.   | 07 вересня 2009   | ITF Алфен-ан-ден-Рейн, Нідерланди | Ґрунт      | Юганна Ларссон            | 6–3, 6–3            |
| Перемога  | 7.   | 22 березня 2010   | ITF Гонесс, Франція               | Ґрунт      | Джулія Гатто-Монтіконе    | 6–0, 6–3            |
| Поразка   | 4.   | 3 жовтня 2010     | ITF Клермон-Ферран, Франція       | Тверде (i) | Івана Лісяк               | 6–4, 6–1            |
| Перемога  | 8.   | 25 жовтня 2010    | ITF Стамбул, Туреччина            | Тверде     | Андреа Сестіні Главачкова | 3–6, 6–1, 7–5       |
| Перемога  | 9.   | 14 лютого 2011    | ITF Майорка, Іспанія              | Ґрунт      | Софія Ковалець            | 6–2, 6–3            |
| Поразка   | 5.   | 20 березня 2011   | ITF Санья, КНР                    | Тверде     | Чжан Лін                  | 3–6, 7–6(4), 6–2    |
| Перемога  | 10.  | 27 березня 2011   | ITF Куньмін, КНР                  | Ґрунт      | Заріна Діяс               | 1–6, 6–2, 6–3       |
| Перемога  | 11.  | 3 квітня 2011     | ITF Веньшань, КНР                 | Тверде (i) | Ані Міячика               | 7–5, 3–6, 7–5       |
| Перемога  | 12.  | 11 липня 2011     | ITF Контрексевіль, Франція        | Ґрунт      | Стефані Форец             | 6–4, 6–7(1), 6–2    |
| Перемога  | 13.  | 25 липня 2011     | ITF Віго, Іспанія                 | Тверде     | Жюлі Куен                 | 7–6(7), 1–6, 7–6(7) |
| Перемога  | 14.  | 9 жовтня 2011     | ITF Палембанг, Індонезія          | Тверде     | Аю Фані Дамаянті          | 6–2, 6–3            |
| Поразка   | 6.   | 6 листопада 2011  | Open Nantes, Франція              | Тверде     | Алісон Ріск               | 6–1, 6–4            |
| Перемога  | 15.  | 19 березня 2012   | ITF Гонесс, Франція               | Ґрунт      | Одре Берго                | 7–6(7), 6–3         |

### Парний розряд: 30 (11–19)
| Результат | Ранг | Дата              | Турнір                       | Покриття   | Партнерка           | Суперниці                                     | Рахунок             |
| --------- | ---- | ----------------- | ---------------------------- | ---------- | ------------------- | --------------------------------------------- | ------------------- |
| Поразка   | 1.   | 1 грудня 2002     | ITF Майорка, Іспанія         | Ґрунт      | Маріанна Юферова    | Роса Марія Андрес Родрігес Ана Тимотич        | 4–6, 3–6            |
| Поразка   | 2.   | 19 травня 2003    | ITF Львів, Україна           | Ґрунт      | Марія Коритцева     | Анна Бастрікова Ганна Запорожанова            | 4–6, 4–6            |
| Поразка   | 3.   | 1 червня 2003     | ITF Варшава, Польща          | Ґрунт      | Ольга Лазарчук      | Альона Бондаренко Валерія Бондаренко          | 3–6, 4–6            |
| Перемога  | 1.   | 23 червня 2003    | ITF Електросталь, Росія      | Тверде     | Ольга Савчук        | Дарія Чемарда Ірина Коткіна                   | 6–3, 1–6, 6–3       |
| Поразка   | 4.   | 5 липня 2003      | ITF Балашиха, Росія          | Ґрунт      | Ірина Коткіна       | Дарія Чемарда Олена Весніна                   | 5–7, 4–6            |
| Поразка   | 5.   | 5 жовтня 2003     | ITF Верту, Франція           | Тверде (i) | Євгенія Савранська  | Еден Марама Пола Марама                       | 4–6, 2–6            |
| Поразка   | 6.   | 9 листопада 2003  | ITF Вільнав-д'Орнон, Франція | Ґрунт (i)  | Євгенія Савранська  | Кароліне Мас Орелі Веді                       | 3–6, 6–7(6)         |
| Перемога  | 2.   | 24 травня 2004    | ITF Стамбул, Туреччина       | Тверде     | Євгенія Савранська  | Гана Шромова Габріела Веласко Андреу          | 6–3, 6–4            |
| Перемога  | 3.   | 3 жовтня 2004     | ITF Нант, Франція            | Тверде (i) | Тетяна Уварова      | Грета Арн Ріта Куті-Кіш                       | 6–4, 4–6, 7–6(5)    |
| Поразка   | 7.   | 14 лютого 2005    | ITF Мідленд, США             | Тверде     | Анна Бастрікова     | Юлія Бейгельзимер Келлі Маккейн               | 2–6, 4–6            |
| Поразка   | 8.   | 20 лютого 2006    | ITF Рамат-га-Шарон, Ізраїль  | Тверде     | Яна Левченко        | Олександра Куликова Габріела Веласко Андреу   | 5–7, 6–7(3)         |
| Поразка   | 9.   | 12 березня 2006   | ITF Хайфа, Ізраїль           | Тверде     | Яна Левченко        | Іпек Шенолу Габріела Веласко Андреу           | 0–6, 0–6            |
| Поразка   | 10.  | 19 березня 2006   | ITF Каїр, Єгипет             | Ґрунт      | Kateryna Herth      | Ольга Брозда Сільвія Дісдері                  | 3–6, 1–6            |
| Перемога  | 4.   | 26 березня 2006   | ITF Ель-Мансура, Єгипет      | Ґрунт      | Kateryna Herth      | Лаура Йоана Пар Воїслава Лукич                | 6–2, 6–1            |
| Перемога  | 5.   | 29 січня 2007     | ITF Бельфор, Франція         | Килим (i)  | Євгенія Савранська  | Вероніка Хвойкова Ева Грдінова                | 6–3, 7–5            |
| Перемога  | 6.   | 10 березня 2007   | ITF Мінськ, Білорусь         | Килим (i)  | Дар'я Кустова       | Катерина Макарова Євгенія Родіна              | 4–6, 6–4, 6–4       |
| Поразка   | 11.  | 10 квітня 2007    | ITF Біарриц, Франція         | Ґрунт      | Катерина Лопес      | Родіна Євгенія Сергіївна Євгенія Савранскі    | 6–2, 1–6, 3–6       |
| Поразка   | 12.  | 11 травня 2007    | ITF Монсон, Іспанія          | Тверде     | Весна Долонц        | Естрелья Кабеса-Канделья Марія Емілія Салерні | 2–6, 1–6            |
| Поразка   | 13.  | 17 травня 2007    | ITF Сен-Годан, Франція       | Тверде     | Акгуль Аманмурадова | Хорхеліна Краверо Дар'я Кустова               | 1–6, 3–6            |
| Перемога  | 7.   | 19 листопада 2007 | ITF Рамат-га-Шарон, Ізраїль  | Тверде     | Мика Урбанчич       | Юлія Глушко Керен Шломо                       | 6–4, 6–1            |
| Поразка   | 14.  | 15 грудня 2007    | ITF Лагос, Нігерія           | Тверде     | Агнеш Сатмарі       | Келлі Андерсон Шанелль Схеперс                | 6–0, 3–6, [8–10]    |
| Поразка   | 15.  | 22 грудня 2007    | ITF Лагос, Нігерія           | Тверде     | Агнеш Сатмарі       | Келлі Андерсон Шанелль Схеперс                | 6–1, 3–6, [6–10]    |
| Перемога  | 8.   | 28 березня 2010   | ITF Гонесс, Франція          | Ґрунт (i)  | Одре Берго          | Фернанда Фарія Паула Крістіна Гонсалвеш       | 6–3, 6–3            |
| Поразка   | 16.  | 2 травня 2010     | ITF Брешія, Італія           | Ґрунт      | Валерія Савіних     | Наомі Кедевей Анастасія Пивоварова            | 3–6, 7–6(5), [8–10] |
| Поразка   | 17.  | 31 травня 2010    | ITF Рим, Італія              | Ґрунт      | Аранча Рус          | Крістіна Макгейл Олівія Роговська             | 4–6, 1–6            |
| Перемога  | 9.   | 27 вересня 2010   | ITF Клермон-Ферран, Франція  | Тверде (i) | Юлія Федосова       | Еліксан Лекемія Алізе Лім                     | 7–6(7), 6–3         |
| Поразка   | 18.  | 25 жовтня 2010    | ITF Стамбул, Туреччина       | Тверде     | Катерина Бичкова    | Оксана Калашникова Марта Сироткіна            | 3–6, 1–6            |
| Поразка   | 19.  | 24 січня 2011     | ITF Гренобль, Франція        | Тверде     | Орелі Веді          | Стефані Коен-Алоро Селіма Сфар                | 1–6, 3–6            |
| Перемога  | 10.  | 14 лютого 2011    | ITF Майорка, Іспанія         | Ґрунт      | Ірина Бурячок       | Івета Герлова Люсі Кріґсманнова               | 7–5, 6–2            |
| Перемога  | 11.  | 18 березня 2011   | ITF Санья, КНР               | Тверде     | Ані Міячика         | Фудзівара Ріка Сюй Веньсінь                   | 3–6, 7–5, [12–10]   |